# Conservatorio Fausto Torrefranca
Il conservatorio di musica "Fausto Torrefranca" è un istituto italiano di alta formazione musicale, con sede a Vibo Valentia, intitolato al musicologo calabrese Fausto Torrefranca.